# Leiobuninae
Sous-famille
Les Leiobuninae sont une sous-famille d'opilions eupnois de la famille des Sclerosomatidae.

## Distribution
Les espèces de cette sous-famille se rencontrent en Amérique du Nord, en Asie, en Europe et en Afrique du Nord.

## Liste des genres
Selon World Catalogue of Opiliones (29/03/2023) :
- Amilenoides Martens & Wijnhoven, 2022
- Cosmobunus Simon, 1879
- Dilophiocara Redikortsev, 1931
- Eumesosoma Cokendolpher, 1980
- Eusclera Roewer, 1910
- Goasheer Snegovaya, Cokendolpher & Mozaffarian, 2018
- Hadrobunus Banks, 1900
- Kovalius Chemeris, 2023
- Leiobunum Koch, 1839
- Leiolima Prieto & Wijnhoven, 2020
- Leuronychus Banks, 1900
- Microliobunum Roewer, 1912
- Nelima Roewer, 1910
- Paranelima Caporiacco, 1938
- Schenkeliobunum Staręga, 1964
- Togwoteeus Roewer, 1952
- † Amauropilio Mello-Leitão, 1937

## Systématique et taxinomie
Cette sous-famille a été décrite par Banks en 1893.

## Publication originale
- Banks, 1893 : « The Phalanginae of the United States. » The Canadian Entomologist, vol. 25, p. 205–211 (texte intégral).